# Samowychowanie
Samowychowanie – samorzutna praca człowieka nad ukształtowaniem własnego poglądu na świat, własnych postaw, cech charakteru i własnej osobowości – stosownie do założonych kryteriów, wzorów oraz ideałów. Rozwijanie w procesie wychowania rodzinnego czy szkolnego motywacji pobudzającej dzieci i młodzież do pracy nad sobą jest działaniem, które zwielokrotnia wpływ wychowawczy rodziny i szkoły.